# Albany-Saratoga 250 1970
Albany-Saratoga 250 1970 var ett stockcarlopp ingående i  Nascar Grand National Series (nuvarande Nascar Cup sSeries) som kördes 7 juli 1970 på den 0,362 mile (582,582 km) långa ovalbanan Albany-Saratoga Speedway i Malta i New York. Totalt avverkades 90,50 miles (145,645 km) fördelat på 250 varv. Banunderlaget var asfalt. Loppet vanns av Richard Petty i en Plymouth på tiden 1:20.41 körandes för Petty Enterprises. Han var ensam förare på ledarvarvet. Det var Pettys 108:e vinst av totalt 200 i karriären.

## Resultat
| Plc     | Nr | Förare           | Team/ bilägare            | Konstruktör | Start | Varv | Ledda varv |
| ------- | -- | ---------------- | ------------------------- | ----------- | ----- | ---- | ---------- |
| 1       | 43 | Richard Petty    | Petty Enterprises         | Plymouth    | 2     | 250  | 136        |
| 2       | 22 | Bobby Allison    | Bobby Allison Motorsports | Dodge       | 3     | 250  | 67         |
| 3       | 30 | Dave Marcis      | Marcis Auto Racing        | Dodge       | 4     | 246  | 0          |
| 4       | 06 | Neil Castles     | Neil Castles              | Dodge       | 10    | 243  | 0          |
| 5       | 49 | G.C. Spencer     | G.C. Spencer              | Plymouth    | 9     | 240  | 0          |
| 6       | 48 | James Hylton     | Hylton Engineering        | Ford        | 5     | 238  | 0          |
| 7       | 64 | Elmo Langley     | Langley-Woodfield Racing  | Mercury     | 14    | 235  | 0          |
| 8       | 34 | Wendell Scott    | Scott Racing              | Ford        | 15    | 235  | 0          |
| 9       | 18 | Joe Frasson      | Frasson Racing            | Plymouth    | 20    | 233  | 0          |
| 10      | 45 | Bill Seifert     | Seifert Racing            | Ford        | 17    | 233  | 0          |
| 11      | 78 | Tom Usry         | McDuffie Racing           | Buick       | 23    | 226  | 0          |
| 12      | 8  | Ed Negre         | Negre Racing              | Ford        | 16    | 225  | 0          |
| 13      | 24 | Cecil Gordon     | Gordon Racing             | Ford        | 22    | 225  | 0          |
| 14      | 47 | Raymond Williams | Seifert Racing            | Ford        | 19    | 219  | 0          |
| 15      | 77 | John Kenney      | Bob Freeman               | Ford        | 25    | 217  | 0          |
| 16      | 82 | John Jennings    | Mack Sellers              | Ford        | 27    | 216  | 0          |
| 17      | 71 | Bobby Isaac      | K&K Insurance Racing      | Dodge       | 1     | 214  | 47         |
| 18      | 0  | Cliff Tyler      | i.u.                      | Chevrolet   | 21    | 202  | 0          |
| 19      | 79 | Frank Warren     | Warren Racing             | Plymouth    | 12    | 187  | 0          |
| 20      | 67 | Dick May         | Ron Ronacher              | Ford        | 24    | 158  | 0          |
| 21      | 4  | John Sears       | John Sears                | Dodge       | 13    | 155  | 0          |
| 22      | 04 | Ken Meisenhelder | Ken Meisenhelder          | Ford        | 26    | 135  | 0          |
| 23      | 70 | J.D. McDuffie    | McDuffie Racing           | Mercury     | 6     | 127  | 0          |
| 24      | 25 | Jabe Thomas      | Robertson Racing          | Plymouth    | 8     | 127  | 0          |
| 25      | 72 | Benny Parsons    | DeWitt Racing             | Ford        | 7     | 71   | 0          |
| 26      | 68 | Larry Baumel     | Allan Schlauer            | Ford        | 11    | 32   | 0          |
| 27      | 74 | Bill Shirey      | Bill Shirey               | Plymouth    | 18    | 2    | 0          |
| 28      | 23 | James Cox        | Robertson Racing          | Plymouth    | 28    | 2    | 0          |
| Källor: |    |                  |                           |             |       |      |            |